# عبد الله بن مبارك الأنطاكي
عبد الله بن مبارك الأنطاكي (مواليد 2 فبراير 1937، الرباط)، المعروف في إسبانيا باسم بن بارك (Ben Barek)، وفي المغرب باسم عبد الله مالقا (Abdallah Málaga)، لاعب كرة قدم ومدرب مغربي. يشرف حاليا على تكوين الفئات الصغرى بنادي مالقا، وهو عضو المجلس الاستشاري بذات الفريق.

## مسيرته

### كلاعب
بعد ظهوره الأول في نادي سطاد المغربي، انتقل في عام 1957 إلى إسبانيا عندما كان عمره أقل من 18 عامًا، حيث لعب مع نادي غرناطة. في موسم 1958-1959، غادر إلى نادي ديبورتيفو مالقة، وهو النادي الذي بقي فيه حتى اعتزاله في عام 1968.
شارك أيضا مع المنتخب المغربي في عدد من المباريات، أهمها مقابلة الإياب التي جمعت بين المنتخب المغربي والمنتخب الأسباني للترشح لكاس العالم سنة 1962، حيث سجل في مدريد (مباراة انتهت بفوز إسبانيا 3–2).

### كمدرب
بعد اعتزاله، تولى مسؤولية نادي أتلتيكو مالاجينيو، وترقى ليصبح مساعدًا لمدرب الفريق الأول، نادي مالقة، عندما كان يدربه المجري جينو كالمار.
في وقت لاحق قام بتدريب فرق مثل ألميريا وماربيا وديبورتيفو ألافيس وتيراسا وقرطبة وغرناطة وخيريث وأنتقيرة ومليلية.
في عام 1985، أصبح المدير الفني للمنتخب المغربي لكرة القدم الذي شارك في كأس العالم 1986، حيث وصل المنتخب المغربي إلى دور الـ16 واحتل المركز الحادي عشر في البطولة.
يعمل حاليًا في نادي مالقة مُكوّنا للفئات الصغرى، وهو عضو المجلس الاستشاري للنادي.

## التكريم
سنة 2018، قرر نادي ملقا الإسباني، إطلاق اسم عبد الله الانطاكي على إحدى البوابات الرئيسية (البوابة رقم 6) للملعب الرسمي للنادي المسمى "لاروزاليدا"، اعترافا بما أسداه اللاعب المغربي من خدمات لألوان النادي وتكريما لعطائه وتخليدا لاسمه في تاريخ الفريق الإسباني.

## روابط خارجية
- عبد الله بن مبارك الأنطاكي على موقع ناشيونال فوتبول تيمز (الإنجليزية)